# Rejon suziemski
Rejon suziemski (ros. Суземский район) – jednostka administracyjna wchodząca w skład Obwodu briańskiego w Rosji.
Centrum administracyjnym rejonu jest Suziemka (do 2012 r. osiedle typu miejskiego). W granicach rejonu usytuowane są: centrum administracyjne osiedla miejskiego Kokoriewka oraz centra administracyjne wiejskich osiedli: Aleszkowiczi, Niewdolsk, Nowaja Pogość, Sielecznia, Chołmieczi.